# Oviston
Oviston is een plaats met 700 inwoners, in de Zuid-Afrikaanse provincie Oost-Kaap, gemeente Gariep.

## Subplaatsen
Het nationaal instituut voor de statistiek, Stats SA, deelt sinds de census 2011 deze hoofdplaats in in 2 zogenaamde subplaatsen (sub place):
Oviston Nature Reserve • Oviston SP.